# Col du Galibier
Col du Galibier je 2645 metrov visoki cestni prelaz v francoskih Alpah. Je v južnem predelu Daufinejskih Alp v bližini Grenobla, na meji med departmajema Savoie in Hautes-Alpes. 
Prelaz povezuje Saint-Michel-de-Maurienne z Briançonom  preko še dveh prelazov: Col du Télégrapha in Col du Lautareta. Cesta čez prelaz je bila asfaltirana leta 1976, do tedaj pa je vodila skozi predor pod njim na višini 2556 metrov. Predor je bil zaprt in prenovljen v letih 1976–2002, ko je ponovno stekel promet skozenj izmenično enosmerno ob dodani semaforizaciji. Čez prelaz pogosto poteka kolesarska dirka po Franciji.
Vzpon nanj iz severne strani z začetkom v Saint-Michelu (dolina Valloirette) preko col du Télégrapha je dolg 34,8 km in visok 2120 metrov, s povprečnim naklonom 6,1 %, največji 10,1 % naklon pa doseže tik pod vrhom. Z južne strani (dolina Guisane), ki se začne na col du Lautaretu, je vzpon dolg 8,5 km, na višini pridobi 585 metrov, povprečni naklon je 6,9 %, največji 12,1 % pa prav tako pod vrhom.

### Tour de France
Čez Col du Galibier je prvič vodila kolesarska dirka že leta 1911, prvi je nanj prikolesaril Emile Georget, poleg njega je to uspelo še Paulu Dubocu in Gustavu Garrigouju, vsi ostali so morali tega leta pri prehodu čez prelaz sestopiti s kolesa. V vsem tem času je bil načrtovan prehod čez prelaz odpovedan le v letu 1996, zaradi snega na njem in bližnjem Col de l'Iseranu je bila predvidena 190 km dolga etapa skrajšana na 46 km dolg šprint od Le Monetiera do Sestriera, ki ga je dobil kasnejši skupni zmagovalec Toura Bjarne Riis. Ob južnem vstopu v predor je na robu ceste postavljen spomenik Henriju Desgrangeu, pobudniku in prvemu športnemu direktorja Toura.
| - 1911 : Émile Georget - 1912 : Eugène Christophe - 1913 : Marcel Buysse - 1914 : Henri Pélissier - 1919 : Honoré Barthélémy - 1920 : Firmin Lambot - 1921 : Honoré Barthélémy - 1922 : Émile Masson - 1923 : Henri Pélissier - 1924 : Bartolomeo Aimo - 1925 : Lucien Buysse - 1926 : Omer Huyse - 1927 : Antonin Magne - 1928 : Auguste Verdyck - 1929 : Gaston Rebry - 1930 : Pierre Magne in Benoît Faure - 1931 : Jef Demuysere - 1932 : Francesco Camusso - 1933 : Vicente Trueba - 1934 : Federico Ezquerra - 1935 : Gabriel Ruozzi - 1936 : Federico Ezquerra | - 1937 : Gino Bartali - 1938 : Mario Vicini - 1939 : Dante Gianello - 1947 : Fermo Camellini - 1948 : Lucien Teisseire - 1952 : Fausto Coppi - 1954 : Federico Bahamontes - 1955 : Charly Gaul - 1957 : Marcel Janssens - 1959 : Charly Gaul - 1964 : Federico Bahamontes - 1966 : Julio Jiménez - 1967 : Julio Jiménez - 1969 : Eddy Merckx - 1972 : Joop Zoetemelk - 1973 : Luis Ocaña - 1974 : Vicente López Carril - 1979 : Lucien Van Impe - 1980 : Johan De Muynck - 1984 : Francisco Rodriguez - 1986 : Luis Herrera - 1987 : Pedro Muñoz | - 1989 : Gert-Jan Theunisse - 1992 : Franco Chioccioli - 1993 : Tony Rominger - 1996 : odpovedana - 1998 : Marco Pantani - 1999 : José Luis Arrieta - 2000 : Pascal Hervé - 2002 : Santiago Botero - 2003 : Stefano Garzelli - 2005 : Aleksander Vinokurov - 2006 : Michael Rasmussen - 2007 : Juan Mauricio Soler Hernández - 2008 : Stefan Schumacher - 2011 : Andy Schleck - 2011 (2) : Andy Schleck - 2017 : Primož Roglič - 2019 : Nairo Quintana - 2022 : Warren Barguil - 2022 (2) : Anthony Perez - 2024 : Tadej Pogačar |